# Seleção Santa-Lucense de Futebol
A Seleção Santa-Lucense de Futebol representa Santa Lúcia nas competições de futebol da FIFA, pela qual filiou-se em 1988, 2 anos após sua entrada na CONCACAF.
Seu primeiro jogo foi em janeiro de 1938, quando perdeu por 4 a 1 para Dominica (na época, também um território britânico). A maior vitória dos Piton Boyz foi um 14 a 0 sobre as Ilhas Virgens Americanas, em jogo realizado no Haiti, enquanto sua maior derrota foi para São Vicenrte e Granadinas, que goleou Santa Lúcia por 8 a 0 em Kingston, na Jamaica.
Nunca obteve classificação para alguma Copa do Mundo ou Copa Ouro da CONCACAF em sua história. Pela Copa do Caribe, seu melhor resultado em 3 edições foi um terceiro lugar em 1991.

## Eliminatórias da Copa do Mundo
- 1930 a 1978 – Não entrou; era um território do Reino Unido
- 1982 a 1990 – Não se inscreveu
- 1994 a 2018 – Não se classificou
- 2022 – Desistiu das eliminatórias[4]

## Copa Ouro da CONCACAF
- 1991 a 2007 – Não se classificou
- 2009 – Não se inscreveu
- 2011 a 2025 – Não se classificou

## Recordes
- Atualizado até 11 de junho de 2024[5]

Jogadores em negrito ainda em atividade pela Seleção Santa-Lucense.
| # | Nome             | Partidas | Gols | Em atividade |
| - | ---------------- | -------- | ---- | ------------ |
| 1 | Kurt Frederick   | 59       | 11   | 2010–        |
| 2 | Pernal Williams  | 39       | 3    | 2010–2019    |
| 3 | Lester Joseph    | 38       | 1    | 2014–        |
| 4 | Melvin Doxilly   | 35       | 0    | 2017–        |
| 5 | Sheldon Emmanuel | 34       | 4    | 2002–2015    |
| 6 | Alvinus Myers    | 33       | 0    | 2017–        |
| 7 | Vino Barclett    | 29       | 0    | 2017–        |
| 8 | Titus Elva       | 27       | 16   | 1995–2008    |
| 8 | Tremain Paul     | 27       | 4    | 2011–2019    |
| 8 | Malik St. Prix   | 27       | 2    | 2014–        |

| #  | Nome                 | Gols | Partidas | Média por jogo | Em atividade |
| -- | -------------------- | ---- | -------- | -------------- | ------------ |
| 1  | Earl Jean            | 20   | 23       | 0.87           | 1990–2004    |
| 2  | Titus Elva           | 16   | 27       | 0.59           | 1995–2008    |
| 3  | Kurt Frederick       | 11   | 59       | 0.19           | 2010–        |
| 4  | Emerson Sheldon Mark | 8    | 22       | 0.36           | 1999–2008    |
| 5  | Jean-Marie Emerson   | 7    | 7        | 1              | 1999–2002    |
| 5  | Elijah Joseph        | 7    | 22       | 0.32           | 1996–2012    |
| 5  | Cliff Valcin         | 7    | 23       | 0.3            | 2010–2014    |
| 8  | Levi Gilbert         | 6    | 10       | 0.6            | 2004–2008    |
| 8  | Jamil Joseph         | 6    | 23       | 0.26           | 2010–2015    |
| 10 | Valencius Joseph     | 5    | 14       | 0.36           | 2000–2004    |
| 10 | Jevick MacFarlane    | 5    | 16       | 0.31           | 2018–        |
| 10 | Zaccheus Polius      | 5    | 22       | 0.23           | 2008–2015    |

## Treinadores
| - Stuart Charles-Fevrier (1989) - Charles Stewart (1990) - Stuart Charles-Fevrier (1992) - Charles Stewart (1992) - Kingsley Armstrong (1996) - Cassim Louis (1999–2000) - Cassim Louis (2002–2004) | - Carson Millar (2004–2006) - Terrence Caroo (2006–2010) - Alain Providence (2010–2011) - Francis Lastic (2012–2018) - Francis McDonald (2018–2019) - Jamaal Shabazz (2019–2021) - Stern John (2022–) |